# 日本和装ホールディングス
日本和装ホールディングス株式会社（にほんわそうホールディングス、英: NIHONWASOU HOLDINGS,INC.）は東京都港区六本木に本社を置く、主に和服の販売仲介を行っている業界大手企業である。全国で無料のきもの着付け教室を展開中。

## 概要
1984年3月、個人事業により舶来品輸入を取り扱う、デリコが創業。翌々年の1986年7月に有限会社デリコを設立。1987年11月に日本和装九州局を設立。その後、全国に拡大。2006年5月に商号を「日本和装ホールディングス株式会社」に変更し、同年9月ジャスダックに上場。2012年2月に東京証券取引所2部に上場。同年11月には日本経済団体連合会に入会。

## 着物
吉田重久が日本和装の事業を始めたのは、有限会社デリコを営んでいた頃の呉服小売店の店主の言葉「着物は売れない」からだった。吉田は疑問を抱き、真偽を確かめるべく友人などに聞き回ったところ、着物を上手く着られない人が多い事に気付いた。これは「免許を持っていない人が車を運転しないのと同じ」と捉え、「着られる人が多くなればいい。」の発想が事業の根幹とされる。

## 沿革
- 1984年3月 - デリコ（個人事業）創業
- 1986年7月 - 有限会社デリコ（現・日本和装ホールティングス）（舶来品輸入販売業）設立
- 1993年12月 - 「きものリフレッシュセンター」設立
- 2003年10月 - 商号を株式会社ヨシダホールディングス（現・日本和装ホールティングス）に変更、日本和装（旧・日本和装振興協会）、日本和裁技術院の２事業を統合
- 2003年12月 - 日興企業株式会社を吸収合併
- 2003年9月 - 日本和装ホールディングス株式会社（旧・株式会社ヨシダホールディングス）に事業統合
- 2004年1月 - 「日本和装」に名称変更（旧・日本和装振興協会）
- 2004年4月 - 株式会社ワイズ・アソシエイツ、株式会社日本和装文化研究所、有限会社もりぐち、有限会社吉田プロフェッショナルサービス、有限会社ワソウ・ドットコムを吸収合併
- 2006年5月 - 商号を日本和装ホールディングス株式会社に変更
- 2006年9月 - ジャスダック証券取引所(現・大阪証券取引所 JASDAQ)に上場※2012年5月に上場廃止
- 2007年3月 - 子会社「日本和装ホールセラーズ株式会社(現・株式会社はかた匠工芸)」を設立
- 2012年2月 - 東京証券取引所市場第二部に上場（資本金459,634,444円）
- 2012年12月 - 子会社「NIHONWASOU FRANCE SAS」をフランスに設立
- 2013年6月 - 子会社「NIHONWASOU VIETNAM Co.,Ltd.」をベトナムに設立
- 2013年11月 - 「日本和装ダイレクト株式会社」を子会社化
- 2014年9月 - 子会社「Nihonwasou International Business Head Quarter」を設立
- 2018年4月 - 子会社「日本和装沖縄株式会社」を設立

## CM出演者
- 伊藤蘭（2004年）
- 飯島直子（2005年春）
- 天海祐希（2005年秋～2006年春）
- 岡江久美子（2006年秋～2007年春）
- 渡辺謙（2007年秋～2008年春）
- 麻生祐未（2008年秋～2009年秋）（※2009年にはピーコと共演）
- 観月ありさ（2010年）
- 真矢みき（2011年）
- 日本和装卒業生のみなさん（2012年～2014年）
- 戸田恵子＆田中麗奈（2015年）
- 木村拓哉（2016年）
- 米倉涼子（2017年）
- 篠原涼子（2018年）
- 米倉涼子（2019年）
- 吉田羊（2020年）
- 松田聖子（2021年）
- 鈴木保奈美（2022年）
- 広末涼子（2023年春）
- 吉瀬 美智子（2023年秋）
- 冨永愛（2024年）